# Калмыковка (Самарская область)
Калмыковка — поселок в Красноярском районе Самарской области в составе сельского поселения Большая Раковка. 

## География
Находится на правом берегу реки Сок на расстоянии примерно 24 километра по прямой на северо-восток от районного центра села Красный Яр.

## Население
Постоянное население составляло 22 человека (русские 100%) в 2002 году, 23 в 2010 году.